# زو لوفگرن
زو لوفگرن (به انگلیسی: Zoe Lofgren) نمایندهٔ حوزه انتخابیه شانزدهم کالیفرنیا از حزب دموکرات ایالات متحده آمریکا در مجلس نمایندگان ایالات متحده آمریکا است که برای نخستین‌بار در ۱۲ ژانویه ۱۹۹۵ میلادی به‌عضویت این مجلس درآمد.